# Wohnhaus Sielwall 68
Das Wohnhaus Sielwall 68 in Bremen-Östliche Vorstadt, Ortsteil Steintor, Sielwall, Ecke Prangenstraße, stammt von um 1875. 
Das Gebäude steht seit 1977 unter Bremischem Denkmalschutz.

## Geschichte
Das zwei- und dreigeschossige historisierende verputzte Gebäude mit einem sehr hohen Sockelgeschoss und einem Konsolgesims ornamentiert, wurde um 1875 gebaut.